# Vítězslav Tuma
Vítězslav Tuma (Nový Jičín, 1971. július 4. –) egy cseh labdarúgó. Csatárként szerepelt.
Tuma termékeny gólszerző volt. Ő lett a Gambrinus liga 2000–2001-es kiírásának gólkirálya 15 góllal.

## Pályafutása
Tuma pályafutását szülővárosában, a Nový Jičín csapatában kezdte. 1989-ben az FC Vítkovice csapatába került, ahol azonban nem lépett pályára. Ezután a VTJ Znojmo csapatához igazolt, majd egy rövid malajziai kitérőt követően 1993-ban visszatért a Vítkovicéhez. Itt 22 meccsen 4 gólt szerzett. Ezután a Baník Ostrava, és az SK LeRK Prostějov csapatában játszott, mielőtt 1996-ban leigazolta a Karviná. Itt 33 meccsen 29 gólt szerzett, ezért szerződtette is az akkoriban jó anyagi háttérrel rendelkező Petra Drnovice. 1998-tól 2002-ig játszott ott, 96 meccsen 45 gólt szerzett, és 15 góllal ő lett a 2000–2001-es bajnokság gólkirálya. 2002-ben az élcsapat Sparta Prahához szerződött, de kevés lehetőséget kapott. Ebben az évben megfordult még a Marila Příbram csapatánál is. A következő évet a Sigma Olomoucban kezdte, majd visszatért a Drnovicéhez, 2004-ben onnen vonult vissza.

## Külső hivatkozások
- Profil az iDNES.cz-n